# Джонсон-Моррис, Фрэнсис
Фрэнсис Джонсон-Моррис (англ. Frances Johnson-Morris) — либерийская юристка, государственный деятель, председатель Верховного суда Либерии (1996—1997), генеральный прокурор Либерии (с 1998).

## Биография
Получила образование в Университете Либерии в Монровии, где получила степень бакалавра английского языка. После окончания бакалавриата поступила в юридическую школу Луи Артура Граймса при Университете Либерии, и получила научную степень юриста.
С 1989 по 1997 год работала окружным судьей. Во время Первой гражданской войны в Либерии была назначена первой женщиной-главным судьей в Либерии.
В 2004—2005 годах — директор национальной католической комиссии по справедливости и миру в Либерии. В 2005 году была председателем Либерийской национальной избирательной комиссии (НИК), руководила выборами, в результате которых была избрана первая всенародно избранная женщина-президент Либерии и Африки Эллен Джонсон-Серлиф. Была председателем Либерийской антикоррупционной комиссии.
В 2006 году назначена министром юстиции, занимала пост генерального прокурора Либерии. В 2007 году была переведена руководителем в Министерство торговли и промышленности.